# Сілверторн (Колорадо)
Сілверторн (англ. Silverthorne) — місто (англ. town) в США, в окрузі Самміт штату Колорадо. Населення — 4402 особи (2020).

## Географія
Сілверторн розташований за координатами 39°39′14″ пн. ш. 106°5′33″ зх. д. / 39.65389° пн. ш. 106.09250° зх. д. (39.654012, -106.092443).  За даними Бюро перепису населення США в 2010 році місто мало площу 10,44 км², з яких 10,29 км² — суходіл та 0,15 км² — водойми.

### Клімат
| Клімат : Сілверторн                                 | Клімат : Сілверторн | Клімат : Сілверторн | Клімат : Сілверторн | Клімат : Сілверторн | Клімат : Сілверторн | Клімат : Сілверторн | Клімат : Сілверторн | Клімат : Сілверторн | Клімат : Сілверторн | Клімат : Сілверторн | Клімат : Сілверторн | Клімат : Сілверторн | Клімат : Сілверторн |
| Показник                                            | Січ.                | Лют.                | Бер.                | Квіт.               | Трав.               | Черв.               | Лип.                | Серп.               | Вер.                | Жовт.               | Лист.               | Груд.               | Рік                 |
| Абсолютний максимум, °C                             | 16,1                | 15,6                | 17,2                | 24,4                | 26,7                | 30,6                | 31,7                | 30,6                | 28,9                | 25,0                | 18,3                | 16,1                | 31,7                |
| Середній максимум, °C                               | −0,2                | 1,1                 | 4,2                 | 8,5                 | 14,1                | 19,9                | 23,3                | 22,2                | 18,3                | 11,9                | 4,6                 | −0,3                | 10,7                |
| Середній мінімум, °C                                | −16,8               | −15,6               | −11,3               | −7,3                | −2,6                | 0,9                 | 3,9                 | 3,4                 | −0,7                | −5,6                | −10,8               | −15,7               | −6,5                |
| Абсолютний мінімум, °C                              | −42,2               | −42,8               | −38,9               | −31,7               | −22,2               | −11,7               | −5,6                | −6,7                | −15,6               | −27,2               | −34,4               | −43,3               | −43,3               |
| Норма опадів, мм                                    | 21                  | 23                  | 26                  | 32                  | 33                  | 32                  | 50                  | 49                  | 36                  | 23                  | 24                  | 22                  | 371                 |
| Днів з опадами                                      | 6,7                 | 6,5                 | 7,5                 | 7,9                 | 7,2                 | 6,4                 | 9,1                 | 10,2                | 7,5                 | 5,9                 | 6,7                 | 6,6                 | 88,2                |
| Днів зі снігом                                      | 9,5                 | 8,7                 | 9,4                 | 8,5                 | 3,3                 | 0,4                 | 0                   | 0                   | 0,7                 | 3,7                 | 8,1                 | 8,9                 | 61,2                |
| --------------------------------------------------- | ------------------- | ------------------- | ------------------- | ------------------- | ------------------- | ------------------- | ------------------- | ------------------- | ------------------- | ------------------- | ------------------- | ------------------- | ------------------- |
| Джерело: NWS NOWDATA —data from Dillon 1E 1981-2010 |                     |                     |                     |                     |                     |                     |                     |                     |                     |                     |                     |                     |                     |

## Демографія
Згідно з переписом 2010 року, у місті мешкало 3887 осіб у 1451 домогосподарстві у складі 986 родин. Густота населення становила 372 особи/км².  Було 2061 помешкання (197/км²).
Расовий склад населення:
| - 80,6 % — білих - 2,4 % — чорних або афроамериканців - 1,3 % — азіатів - 0,3 % — корінних американців - 0,1 % — вихідців з тихоокеанських островів - 12,9 % — осіб інших рас |

До двох чи більше рас належало 2,5 %. Частка іспаномовних становила 27,6 % від усіх жителів.
За віковим діапазоном населення розподілялося таким чином: 23,2 % — особи молодші 18 років, 69,3 % — особи у віці 18—64 років, 7,5 % — особи у віці 65 років та старші. Медіана віку мешканця становила 37,1 року. На 100 осіб жіночої статі у місті припадало 117,5 чоловіків;  на 100 жінок у віці від 18 років та старших — 119,1 чоловіків також старших 18 років.
Середній дохід на одне домашнє господарство  становив 95 150 доларів США (медіана — 70 938), а середній дохід на одну сім'ю — 101 489 доларів (медіана — 74 315). Медіана доходів становила 50 267 доларів для чоловіків та 32 306 доларів для жінок. За межею бідності перебувало 20,6 % осіб, у тому числі 31,0 % дітей у віці до 18 років та 14,0 % осіб у віці 65 років та старших.
Цивільне працевлаштоване населення становило 2559 осіб. Основні галузі зайнятості: мистецтво, розваги та відпочинок — 25,9 %, роздрібна торгівля — 24,3 %, освіта, охорона здоров'я та соціальна допомога — 11,0 %, публічна адміністрація — 8,1 %.